# Ерестная (Томская область)
Ерестная — деревня в Кожевниковском районе Томской области, Россия. Входит в состав Чилинского сельского поселения.

## География
Село находится на юге Кожевниковского района, недалеко от административной границы с Новосибирской областью (13 км по прямой на запад, 20 км на юг и 11 км на восток). Ерестная стоит на автомобильной трассе Новосибирск—Кожевниково. Восточнее Ерестной, вплоть до реки Кинды простираются болота.

## Население
| 2002 | 2010 | 2012 | 2013 | 2014 | 2015 | 2021 |
| ---- | ---- | ---- | ---- | ---- | ---- | ---- |
| 316  | ↘262 | ↗266 | ↗270 | ↘266 | ↘260 | ↗289 |

## Социальная сфера и экономика
В деревне работают основная общеобразовательная школа, фельдшерско-акушерский пункт, библиотека и дом культуры.
Основу местной экономической жизни составляют сельское хозяйство и розничная торговля.